# Манн, Майкл Эван
Майкл Эван Манн (англ. Michael Evan Mann; род. 28 декабря 1965, Амхерст, Массачусетс) — американский климатолог и геофизик, внесший вклад в развитие научного понимания изменения климата в последние две тысячи лет. Разработал методы, позволяющие находить паттерны в прошлых изменениях климата и изолировать сигналы от шума в данных. 
Заслуженный (выдающийся) профессор Университета штата Пенсильвания. Член Национальной академии наук США (2020), иностранный член Лондонского королевского общества (2024). Активно выступает в СМИ.

## Биография
Окончил Калифорнийский университет в Беркли (бакалавр физики и прикладной математики). Степень доктора философии получил в Йельском университете в 1998 году.
Директор Центра изучения систем Земли Университета штата Пенсильвания.
Член Американской ассоциации содействия развитию науки (2015) и Американского геофизического союза (2012). Входит в топ-10 учёных в области наук о Земле по версии Academic Influence, занимая четвертое место. Сооснователь RealClimate.org.
Автор более 200 рецензированных публикаций. Третья книга - «The Madhouse Effect» (2017).
В январе 2021 года в издательстве Public Affairs выходит его книга «Новая климатическая война: битва за то, чтобы вернуть себе нашу планету» ('The New Climate War: The Fight to Take Back Our Planet').
В статье 1998 года совместно с Рэймондом Бредли и Малькольмом Хьюзом он представил статистические методы для нахождения региональных вариаций в реконструкции климата последних 600 лет. В 1999 году вместе с теми же соавторами он использовал эти методы для реконструкции климата в последние тысячу лет. График из этой работы за его своеобразную форму прозвали «графиком хоккейной клюшки».
Один из восьми ведущих авторов главы Третьего оценочного доклада IPCC, опубликованного в 2001 году.
Заявлял, что доклад МГЭИК "Глобальное потепление на 1,5 °C" (окт. 2018) слишком оптимистичен в оценках и прогнозах.

## Награды и отличия
- Philip M. Orville Prize, Йельский университет (1997) — за диссертацию
- NOAA Outstanding Scientific Publication (2002)
- AAG John Russell Mather Paper of the Year (2006)
- Hans Oeschger Medal[англ.] (2012)
- NCSE Friend of the Planet Award (2014, в числе первых удостоенных)
- Stephen H. Schneider Award for Outstanding Climate Science Communication (2017)[10]
- National Association of Geoscience Teachers[англ.]’ James H. Shea Award (2017)
- Введен в Green Industry Hall of Fame (2017)
- AAAS Public Engagement with Science Award (2018)[4]
- AGU Climate Communication Prize (2018)
- Премия Тайлера (2019)
- Премия Лео Силарда (2022)
- Гуманист года (2023)[2]